# Lepraria impossibilis
Lepraria impossibilis är en lavart som beskrevs av Sipman. Lepraria impossibilis ingår i släktet Lepraria och familjen Stereocaulaceae.   Inga underarter finns listade i Catalogue of Life.